# Nová Polianka (okres Svidník)
Nová Polianka (do roku 1948 Mergeška, maďarsky Mérgesvágása, do roku 1907 Mergeska) je obec na Slovensku v okrese Svidník. Leží asi 5 km jihovýchodně od Svidníku. Žije zde 66 obyvatel.

## Historie
Obec byla založena koncem 14. století. První písemná zmínka pochází z roku 1410. V období první československé republiky většina obyvatelstva  pracovala v lesním hospodářství. Mnoho obyvatel se vystěhovalo. V roce 1937 zde byla vybudován zděný kostel sv. Petra a Pavla. Původní dřevěný kostel chrám svaté Paraskevy z roku 1766 se v současnosti nachází ve skanzenu, který je součástí Muzea ukrajinské kultury ve Svidníku, které je pobočkou Slovenského národního muzea.